# 阿尔万·温特沃斯·查普曼
阿尔万·温特沃斯·查普曼（Alvan Wentworth Chapman，1809年9月28日—1899年4月6日）为美国医生及植物学家。他创作了《美国南部植物志》，为第一本全面描述美国东北部以外地区植物的著作。